# ریکی آنان
ریکی آنان (انگلیسی: Ricky Anane؛ زادهٔ ۱۸ فوریهٔ ۱۹۸۹) بازیکن فوتبال اهل بریتانیا است.
از باشگاه‌هایی که در آن بازی کرده‌است می‌توان به باشگاه فوتبال وورکینگتون ای. اف. سی، باشگاه فوتبال ووکینگ، باشگاه فوتبال بری، باشگاه فوتبال فلیتوود، و باشگاه فوتبال درویلزدن اشاره کرد.